# Haudegen (Band)

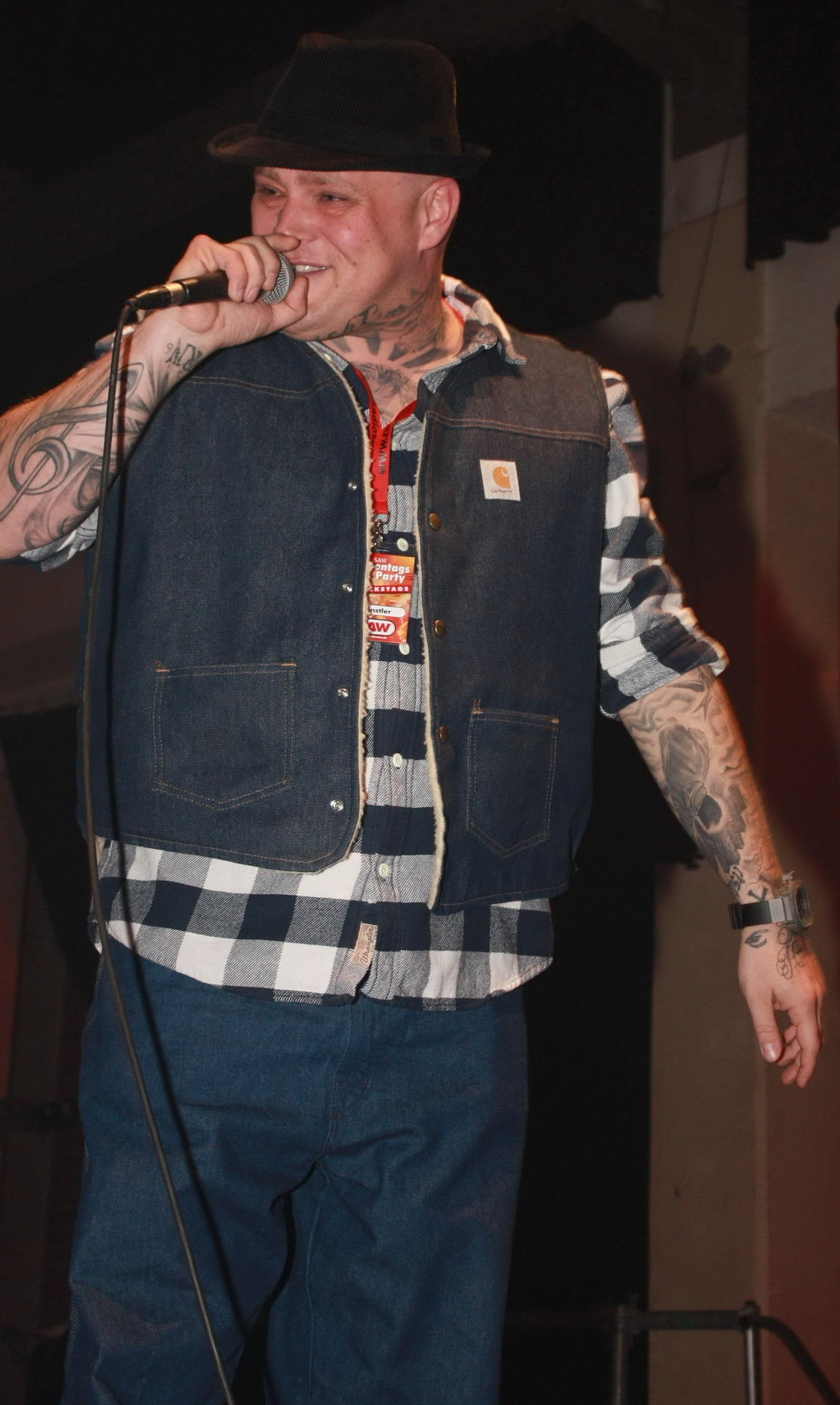
Hagen Stoll 2012 in Magdeburg

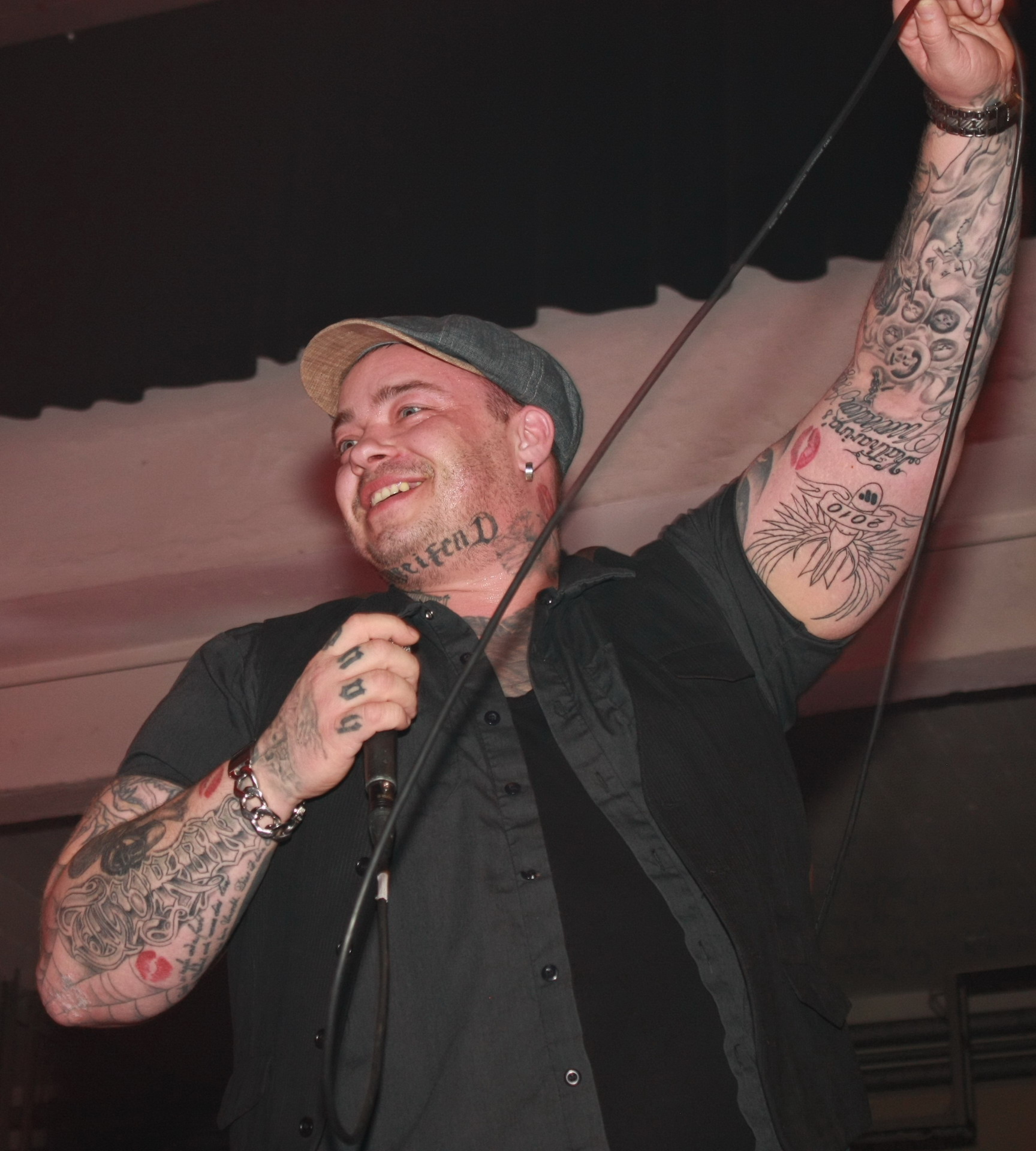
Sven Gillert 2012 in Magdeburg

Haudegen war eine Deutschrock-Band aus Berlin. Ihr erstes Album Schlicht & Ergreifend erschien 2011 bei Warner Music.

## Geschichte
Die aus dem Ostberliner Ortsteil Marzahn stammenden Musiker Hagen Stoll und Sven Gillert traten bis 2009 unter den jeweiligen Künstlernamen Joe Rilla und Tyron Berlin als Solo-Rapper auf. Im Jahre 2010 gründeten sie zusammen ein neues Projekt, die Gruppe Haudegen. Stoll selbst beschreibt den dabei vorgenommenen Stilwechsel, die Abkehr vom harten Rap und die Hinwendung zum emotionaleren Rock, als „logische Konsequenz einer musikalischen Weiterentwicklung“ und als Änderung seiner musikalischen Botschaft, die nun als „Hoffnungsmusik“ ihre Hörer motivieren soll.
Einen Auftritt absolvierte die neue Band im September 2010 auf der Popkomm in Berlin.
Ihre gleichnamige erste EP veröffentlichte Haudegen am 29. Oktober 2010 über Warner Music. Am 7. Januar 2011 folgte die Singleauskopplung Großvater sagt. Diese ersten Veröffentlichungen wurden beim Fernsehsender VIVA und bei verschiedenen deutschen Radiosendern gespielt, auch mit Liveauftritten und Interviews der beiden Musiker ergänzt.
Nachdem bereits am 20. Mai 2011 die Vorabauskopplung Ein Mann ein Wort erschien, konnte Haudegen am 27. Mai 2011 ihr Debütalbum Schlicht & Ergreifend herausbringen. Das Doppelalbum erschien neben verschiedenen Downloadmöglichkeiten für Käufer auch klassisch als CD und auf Vinyl.
Da Stoll und Gillert bei ihren Darbietungen nur als Sänger agieren, wird Haudegen von verschiedenen Gastmusikern begleitet, so 2010 vom Gitarristen Alexander Dietz von der Metalcore-Band Heaven Shall Burn. Dieser war auch an der Herstellung der ersten EP beteiligt. Im Rahmen der Schlicht & Ergreifend Tour 2011 wurde eine neue Besetzung vorgestellt: Oliver Bienert (Gitarre), Nils Kühme (Gitarre, Keyboard), Michar Plönzke (Bass) und Christoph Schindelwig (Schlagzeug, Perkussion).
Ein besonderes Merkmal des Gesangsduos ist ihr nostalgisches Erscheinungsbild: Sie tragen bei ihren Auftritten die traditionelle schwarz-weiße Kluft der Handwerksburschen und weitere typische traditionelle deutsche Arbeiterkleidung. Tattoos sind ein weiterer fester Bestandteil des Haudegen-Projektes. Neben Auftritten der beiden Musiker auf Tattoo-Conventions konnten sich ihre Fans bei diesen und auch bei Haudegens eigenen Konzerten ein Bandlogo – ein geflügeltes Schwert – stechen lassen. Auch die Veröffentlichungen zelebrieren die beiden Künstler mit neuen Tattoos auf ihren Körpern.
Überdies wirkten Haudegen, die sich Käufernamen ihres ersten Albums tätowieren ließen, auch bei der Fernsehsendung Das perfekte Promi-Dinner mit. Auch ist der Mc Haudegen genannte Burger eines Fast-Food-Unternehmens ihre Kreation.

## Stil
Die Band selber bezeichnet ihren Musikstil als „Gossenpoesie“.  Als ihre musikalischen Vorbilder zählen die beiden Berliner Pantera, Billy Idol, Everlast und den deutschen Liedermacher Klaus Lage auf. Markantes Element von Haudegens Musik ist Stolls raue und kratzige Stimme. Ihre Lieder beschreiben inhaltlich soziale Probleme der heutigen Arbeiterschicht Deutschlands und ermutigen, sich auf die alten Werte neu zu besinnen. Ehrliche Arbeit, Kameradschaft und Liebe sind wiederkehrende Themenkreise. Während auf der ersten EP Haudegen von 2010 auch teilweise härtere Stücke vorhanden sind, enthält das spätere Album Schlicht & Ergreifend von 2011 nur noch rockigere Lieder und ruhige jazzige Balladen.

## Diskografie
Studioalben

| Jahr | Titel Musiklabel                                                     | Höchstplatzierung, Gesamtwochen, AuszeichnungChartplatzierungen (Jahr, Titel, Musiklabel, Platzierungen, Wochen, Auszeichnungen, Anmerkungen) | Höchstplatzierung, Gesamtwochen, AuszeichnungChartplatzierungen (Jahr, Titel, Musiklabel, Platzierungen, Wochen, Auszeichnungen, Anmerkungen) | Anmerkungen                                            |
| Jahr | Titel Musiklabel                                                     | DE | CH | Anmerkungen                                            |
| ---- | -------------------------------------------------------------------- | --- | --- | ------------------------------------------------------ |
| 2011 | Schlicht & Ergreifend Warner Music (WMG)                             | DE9 Gold · (21 Wo.)DE | — | Erstveröffentlichung: 27. Mai 2011 Verkäufe: + 100.000 |
| 2012 | En garde Warner Music (WMG)                                          | DE5 (7 Wo.)DE | — | Erstveröffentlichung: 6. Juli 2012                     |
| 2015 | Lichtblick Warner Music (WMG)                                        | DE2 (8 Wo.)DE | CH77 (1 Wo.)CH | Erstveröffentlichung: 25. September 2015               |
| 2016 | Haudegen rocken Altberliner Melodien Blut Schweiß & Tränen (Tonpool) | DE46 (1 Wo.)DE | — | Erstveröffentlichung: 4. November 2016                 |
| 2017 | Blut Schweiß & Tränen Blut Schweiß & Tränen (Tonpool)                | DE5 (5 Wo.)DE | — | Erstveröffentlichung: 21. Juli 2017                    |

## Auszeichnungen
- smago! Award
  - 2017: für „Das besondere Album“ (Haudegen rocken Altberliner Melodien)